# 中央军委纪律检查委员会案件审理局
中央军委纪律检查委员会案件审理局，位于北京市，是中央军委纪律检查委员会下属局，负责中央军委纪律检查委员会案件审理工作。

## 沿革
在深化国防和军队改革中，2016年1月，成立中央军委纪律检查委员会，其下设中央军委纪律检查委员会案件审理局，作为中央军委纪律检查委员会的案件审理部门。

## 机构设置
……

## 历任局长
| 中央军委纪律检查委员会案件审理局局长 1. 王秀会 少将（2016年—） | 中央军委纪律检查委员会案件审理局副局长 |